# Раздельнянский городской совет
Раздельня́нский городско́й сове́т — орган местного самоуправления Раздельнянской городской общины Раздельнянского района Одесской области. Административный центр — город Раздельная.

## История
Раздельнянский городской совет образован в 1957 году при получении Раздельной статуса города. До 25 октября 2020 года также существовал как административно-территориальная единица Раздельнянского района. Территория совета составляла: 7,207 км2, населения совета: 17858 человек (по состоянию на 1 января 2019 года). Городскому совету был подчинён город Раздельная.

## Состав совета
Рада состоит из 26 депутатов и председателя.

### Председатели
- Председатель совета:

| Фамилия, имя, отчество         | Основные ведомости                                                              | Дата избрания | Дата увольнения           |
| ------------------------------ | ------------------------------------------------------------------------------- | ------------- | ------------------------- |
| Киндюк Борис Владимирович      | Городской голова, 1957 г.р., безпартийный                                       | 26.03.2006    | 01.10.2008                |
| Лужный Михаил Николаевич       | Городской голова, 1960 г.р., член Народной партии Украины                       | 15.03.2009    | 31.10.2010                |
| Шовкалюк Валерий Александрович | Городской голова, 04.02.1962 г.р., самовыдвиженец, член Народной партии Украины | 11.2010       | ноябрь 2015               |
| Шовкалюк Валерий Александрович | Городской голова, 04.02.1962 г.р., самовыдвиженец, член Народной партии Украины | 11.2015       | ноябрь 2020               |
| Шовкалюк Валерий Александрович | Городской голова, 04.02.1962 г.р., самовыдвиженец, партия «Доверяй делам»       | 25.10.2020    | сейчас занимает должность |

### Фракции Раздельнянского городского совета созыва 2015—2020[1]годов
| Фракция                                                     | Количество депутатов | Глава фракции |
| ----------------------------------------------------------- | -------------------- | ------------- |
| «Оппозиционный блок»                                        | 6                    |               |
| «Европейская солидарность»                                  | 5                    |               |
| политическая партия Всеукраинское объединение «Батькивщина» | 4                    |               |
| партия «Возрождение»                                        | 3                    |               |
| Политическая партия «Радикальная партия Олега Ляшко»        | 3                    |               |
| Политическая партия «Наш край»                              | 3                    |               |
| «Аграрная партия Украины»                                   | 2                    |               |

### Упразднение совета

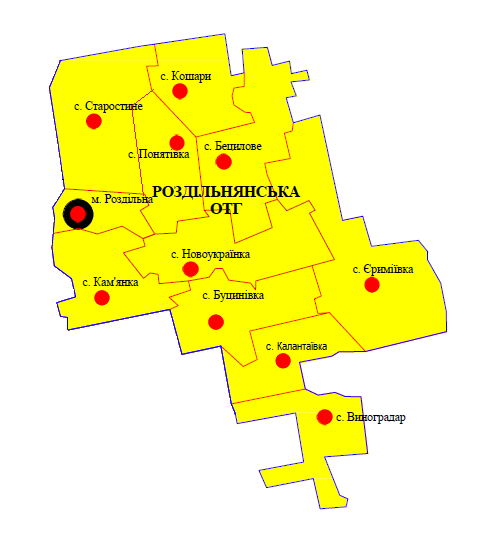

7 мая 2020 года в рамках децентрализации Кабинет Министров Украины утвердил список территориальных громад Одесской области, среди них — Раздельнянская объединённая территориальная громада (ОТГ) на базе населённых пунктов, входящих в такие сельские советы, как: Каменский, Кошарский, Понятовский, Старостинский, Виноградарский, Кировский, Буциновский, Новоукраинский, Бециловский, Еремеевский сельский совет и Раздельнянский городской совет. Административным центром новой объединённой территориальной общины будет являться город Раздельная.
Сельсоветы и горсоветы после утверждения плана Верховной Радой будут упразднены.
Выборы в новообразованные ОТГ запланированы на 25 октября 2020 года.